# Gooseberry Creek (Bighorn River)
Der Gooseberry Creek (auch Little Gooseberry Creek) ist ein linker Nebenfluss des Bighorn Rivers im Norden des US-Bundesstaates Wyoming mit einer Länge von 146 km.

## Verlauf
Der Gooseberry Creek entspringt in der östlichen Absaroka Range, rund 5 km nordöstlich des Cottonwood Peak im Shoshone National Forest auf einer Höhe von 2740 m. Er fließt zunächst durch das Hot Springs County in nördliche Richtung, nimmt den Middle Gooseberry Creek auf und erreicht das Park County. Im weiteren Verlauf fließt er in nordöstliche, später in östliche Richtung und übertritt erneut die Grenze zum Hot Springs County, wo er mit dem Enos Creek von rechts seinen längsten Zufluss erhält. Der Gooseberry Creek unterquert den hier von Thermopolis nach Cody verlaufenden Wyoming Highway 120 und verläuft für weitere 90 km entlang des hier als Gooseberry Creek Road verlaufenden Wyoming Highway 431 durch das Bighorn Basin nach Osten, erreicht das Washakie County und mündet nach fast 150 km nach Unterqueren von US20/WYO789 rund 15 km südwestlich von Worland auf einer Höhe von 1256 m in den Bighorn River.

## Hydrologie
Der Gooseberry Creek ist als Nebenfluss des Bighorn Rivers Teil des Einzugsgebietes des Yellowstone River, der über Missouri und Mississippi in den Golf von Mexiko entwässert. Das Einzugsgebiet des Gooseberry Creek umfasst ein Areal von etwa 1400 km² und grenzt an die Einzugsgebiete von Fifteenmile Creek im Norden, Cottonwood Creek im Süden und Wood River im Westen. Der mittlere Abfluss am Pegel Neiber beträgt 0,39 m³/s, die größten Abflüsse finden sich in den Monaten März, April, Mai und Juni.

## Belege
1. ↑  Gooseberry Creek. Geographic Names Information System, abgerufen am 16. Juni 2024.
2. ↑  USGS 06267000 GOOSEBERRY CREEK AT NEIBER, WY. Abgerufen am 18. April 2025.